# Balesfeld
Balesfeld là một xã ở huyện Bitburg-Prüm, trong bang Rheinland-Pfalz, phía tây nước Đức. Xã Balesfeld có diện tích 2,35 km², dân số thời điểm ngày 31 tháng 12 năm 2006 là 209 người.